# Rogers (Arkansas)
Rogers je město ve Spojených státech amerických. Nachází se v okrese Benton County ve státě Arkansas. Ve městě žije přibližně 70 tisíc obyvatel a jeho rozloha činí 98,8 km². Leží v oblasti Ozark Plateau v severozápadní části státu. Je šestým nejlidnatějším městem v Arkansasu.
Město bylo založeno roku 1881 a pojmenováno po kapitánovi Charlesovi W. Rogersovi. Společnost Walmart, sídlící v sousedním městě Bentonville, ve městě ve svých začátcích vybudovala svou vůbec první pobočku. Ve městě také sídlí společnost Daisy Outdoor Products. Populárnímu turistickými atrakcemi pak jsou ve městě Pinnacle Hills Promenade a Walmart Arkansas Music Pavilion. Město leží v oblasti s vlhkým subtropickým podnebím.